# Jürgen Litz
Jürgen Litz   (Essen, 8 d'octubre de 1938) és un remer alemany, ja retirat, que va competir durant les dècades de 1950 i 1960.
El 1960 va prendre part en els Jocs Olímpics d'Estiu de Roma, on guanyà la medalla d'or en la prova del quatre amb timoner del programa de rem. Formà equip amb Gerd Cintl, Horst Effertz, Klaus Riekemann i Michael Obst.
En el seu palmarès sols hi destaca un subcampionat alemany en el vuit amb timoner de 1960.